# Завод суперфосфату в Те-Папапа
Завод суперфосфату в Те-Папапа — колишнє підприємство хімічної промисловості на Північному острові Нової Зеландії, що знаходилось у індустріальній зоні в перемісті Окленду.
В 1916 році створили компанію New Zealand Farmers Fertiliser Company Limited, що в 1918-му почала будівництво заводу з виробництва суперфосфату на майданчику в Те-Папапа та ввела його в експлуатацію у 1921-му. Технологія випуску суперфосфату передбачає обробку фосфоритів сульфатною кислотою, яку так само продукували в Те-Папапа.
Первісно потужність майданчику становила 60 тисяч тонн на рік, а станом на кінець 1940-х цей показник довели до 100 тисяч тонн, при цьому фактично в 1947/1948 фінансовому році було вироблено 69 тисяч тонн суперфосфату. 
В 1980-х роках промисловість добрив Нової Зеландії потрапила у серйозну кризу (зокрема, через припинення державних субсидій), що призвело до закриття цілого ряду виробничих майданчиків, серед яких був і завод у Те-Папапа.